# Stéphan Elmas

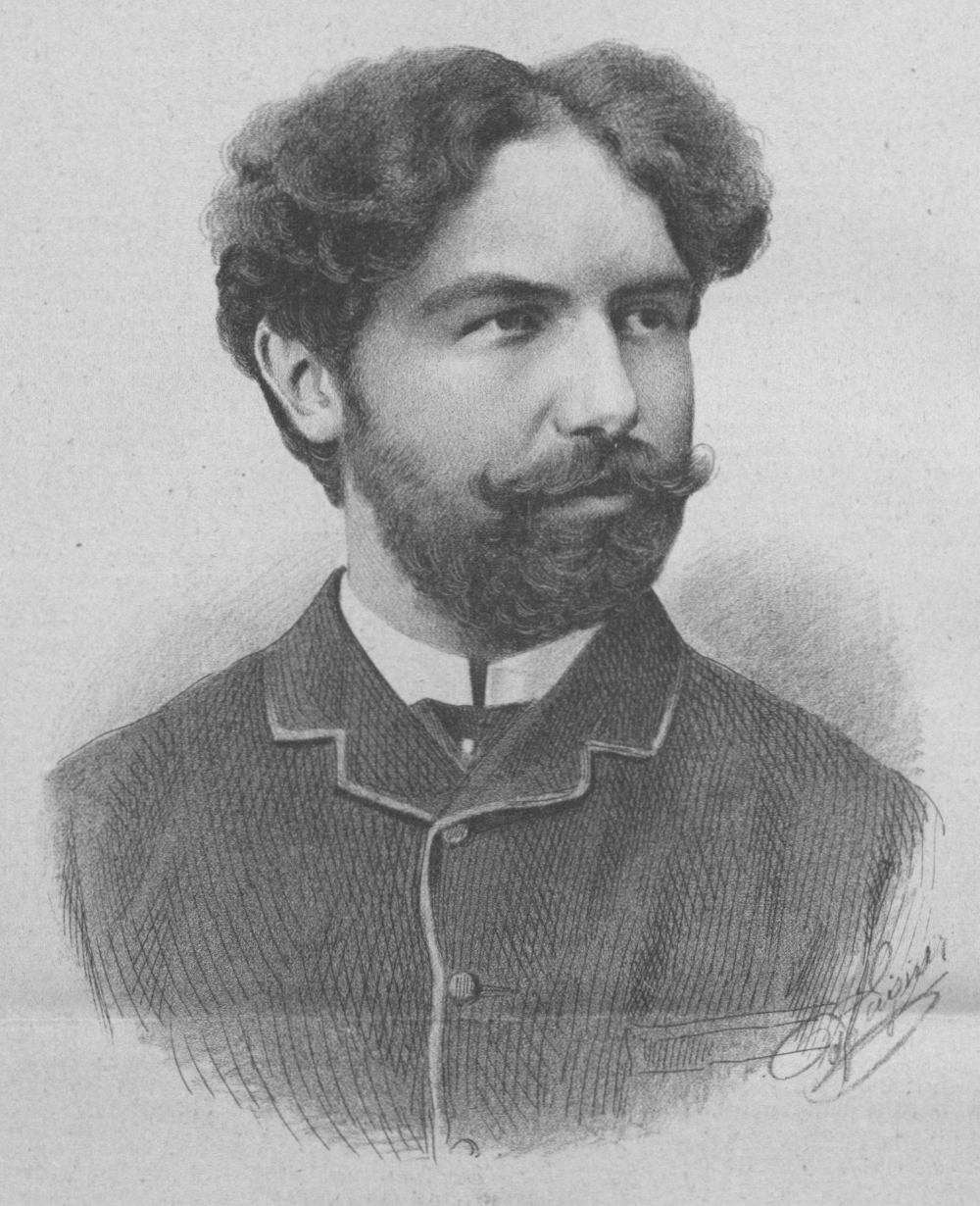
Stéphan Elmas in 1887 naar een gravure van Ignaz Eigner

Stéphan Elmas (Smyrna, 24 december 1864 – Genève, 11 augustus 1937) was een Armeense componist, pianist en muziekpedagoog.

## Leven
Elmas was van goede komaf. Zijn ouders waren rijke ondernemers in Smyrna (nu İzmir in Turkije), een stad in het Ottomaanse rijk. Elmas kreeg al heel jong pianoles en schreef al op zeer jeugdige leeftijd korte pianostukken. Toen hij dertien jaar was, gaf hij een pianorecital met werken van Liszt.
In juli 1879 vertrok Elmas op advies van zijn leraar – maar tegen de wil van zijn familie – naar Weimar, Duitsland, in de hoop auditie te doen voor Franz Liszt. Liszt op zijn beurt, raadde hem aan om naar Oostenrijk te gaan en les te nemen bij Anton Door aan het Weense Conservatorium en Franz Krenn. Door was een oud-leerling van Carl Czerny en Simon Sechter en de pianist aan wie Camille Saint-Saëns zijn Vierde Pianoconcert heeft opgedragen en Krenn was een vooraanstaand componist en kerkmusicus in de jaren 80 van de 19e eeuw.
In Wenen verdeelde de zeventienjarige Elmas zijn tijd tussen studeren en componeren. Hij schreef veel karakterstukken, waaronder walsen, mazurka's, nocturnes en geïmproviseerde stukken. Hij droeg zijn Six Etudes (1881) op aan Franz Liszt en een cyclus van vijftien korte pianostukken aan zijn vriend Victor Hugo.
Elmas hield contact met Liszt en vroeg hem regelmatig om advies. In 1886 keerde hij kort terug naar zijn geboortestad Smyrna om de begrafenis van zijn vader bij te wonen, maar hij keerde terug naar Wenen, omdat hij ervan overtuigd was dat Europa hem veel meer te bieden had. Op 24 februari 1887 gaf hij een zeer succesvol recital in Saal Bösendorfer te Wenen. Elmas ondernam verschillende tournees door Frankrijk, Engeland, Duitsland, Oostenrijk en Italië. Hij voerde vooral zijn eigen werken uit, maar voerde ook Beethoven, Chopin en Schumann uit.
Tijdens zijn reizen maakte Elmas kennis met onder meer de Russische componist en pianist Anton Rubinstein, de Franse componist Jules Massenet en de Franse pianist Joseph-Édouard Risler. In 1912 vestigde hij zich permanent in Genève, Zwitserland, waar hij bleef componeren, lesgeven en optreden.
In 1897 kreeg Elmas buiktyfus, wat leidde tot zijn gehoorverlies. Hij ging zich afsluiten van de buitenwereld. Gedurende deze periode waarin hij zich steeds meer terugtrok, werd hij verliefd op de Zwitserse schilder Aimée Rapin (1868-1956), die zonder armen was geboren en in haar tijd een bekend voetschilder was. Elmas leed aan ernstige depressies toen hij het nieuws hoorde van de Armeense Genocide in 1915 door toedoen van de Ottomaanse Turken, en het was Rapin die hem gedurende deze periode verzorgde. Zijn familie kon ontsnappen naar Athene na de grote brand van Smyrna in 1922, die volgde op de Turkse bezetting van de stad. Elmas bracht ze allemaal in veiligheid in Genève.
Elmas dicteerde zijn memoires aan Krikor Hagop, een jonge journalist. Zijn piano, samen met zijn manuscripten en herinneringen, bevindt zich nu in het Charents Museum voor Literatuur en Kunst in Jerevan, Armenië.
Elmas stierf op 11 augustus 1937 in Genève. Hij werd begraven op de Cimetière des Rois, de begraafplaats die is gereserveerd voor de meest vooraanstaande burgers van Genève. Aimée Rapin rust in hetzelfde graf (nummer 366) als haar geliefde partner.

## Stijl
Elmas componeerde snel en met groot gemak. Misschien verklaart dit waarom zijn composities soms niet voldoende zijn uitgewerkt. Veel van zijn werken zijn echter van hoge kwaliteit en misschien was hij het meest succesvol in het componeren van zijn elegante en stijlvolle salonstukken. Deze stukken lijken meer geschreven te zijn voor de 19e eeuw dan voor de 20e eeuw.
Volgens de Stéphan Elmas Foundation – opgericht in 1988 door twee neven van de componist, Georges en Grégoire Elmas, en opgeheven in 2019 – omvatte het oeuvre van Elmas vijf werken voor piano en orkest, meer dan 120 werken voor solopiano, een pianokwartet, een pianotrio, verschillende kamermuziekwerken en enkele vocale stukken.
Sinds het begin van de 21e eeuw komen de werken van de componist een klein beetje in de belangstelling te staan. Zo heeft Howard Shelley in 2019 de eerste twee pianoconcerten uit resp. 1882 en 1887 opgenomen voor het label Hyperion, die zijn uitgebracht op cd in 2021. Het (eigenlijke) eerste pianoconcert dat niet genummerd en georkestreerd is en opgedragen is aan Anton Rubinstein, is een jeugdwerk en dateert van voor 1882. Hij heeft het geschreven om zijn virtuositeit te demonstreren op het instrument.
Bij het grote publiek is de componist Elmas helemaal in de vergetelheid geraakt.